# Jonas Fredrik Örnfelt
Jonas Fredrik Örnfelt, född 25 april 1674 i Stockholm, död 23 september 1733 på Nyköpings slott, var en svensk amiral, friherre och landshövding.
Örnfelt föddes som son till krigskommissarien Henrik Schultz, 1675 adlad Örnfelt och hans hustru Margareta Jonasdotter Appelberg. Föräldralös redan vid tio års ålder gick han 1690 in som volontär vid Örlogsflottan och tjänstgjorde ombord på konvojer till Portugal, Frankrike och Republiken Förenade Nederländerna. 1696 trädde han i tjänst i venetianska flottan och hade då redan stigit till grad av artillerikapten. Örnfelt tjänstgjorde senare även i österrikiska flottan, innan han 1704 återkom till Sverige och utnämndes till överlöjtnant i Svenska flottan. Han trädde sedan åter i holländsk tjänst och deltog i flera strider, innan han 1709 hemkallades, befordrades till kapten och som sådan deltog i flera expeditioner 1712 utnämndes han till schoutbynacht. 1716 utnämndes Örnfelt efter att ha erhållit befälet över Stockholmseskadern till viceamiral. 1719 befordrades han till verklig amiral, och utnämndes samma år till friherre, enligt uppgift skall de senare utmärkelserna ha kommit sig av hans stöd till Fredrik I som svensk tronpretendent.
Örnfelt utnämndes 1732 till landshövding över Nyköpings län, men avled redan året därpå. Han var far till friherren Henrik Teodor Örnfelt.